# Быстрых, Фёдор Павлович
Фёдор Па́влович Быстры́х (23 декабря 1901 (5 января 1902), Тастуба, Златоустовский уезд, Уфимская губерния, Российская империя (ныне в Дуванском районе Башкортостана, Россия) — 2 мая 1976, Свердловск, РСФСР, СССР) — советский историк, доктор исторических наук (1960), профессор (1961).

## Биография
Родился в селе Тастуба Златоустовского уезда Уфимской губернии (ныне — Дуванский район Республики Башкортостан).
Поступил в московскую Академию коммунистического воспитания им. Н. К. Крупской, которую окончил в 1929 году, после чего преподавал в вузах Свердловска.
Член ВКП(б) в 1925—1937 годах, исключён «за связь с троцкистами», повторно принят в партию в 1942 году с восстановлением стажа в 1957 году.
В 1941—1953 и 1956—1969 годах работал заведующим кафедрой истории марксизма-ленинизма и истории КПСС Уральского университета.
В 1953—1956 годах жил в КНР, работал в местных вузах.
Защитил докторскую диссертацию на тему «Революционное движение и большевистские организации Урала накануне и в период революции 1905—1907 годов».
Умер 2 мая 1976 года в Свердловске, похоронен на Широкореченском кладбище.
Сфера научных интересов — история революционного движения, деятельность партийных организаций на Урале. Автор более 60 научных работ, среди которых «Возникновение Уральской областной организации РСДРП(б)» (Свердловск, 1933) и «Большевистские организации Урала в революции 1905—1907 годов» (Свердловск, 1959).
Награждён орденами Октябрьской Революции (1971) и «Знак Почёта» (1961). Критически относился к «новому направлению» в историографии, представленному в Свердловске профессором В. В. Адамовым.